# 須藤ゆみこ
須藤 ゆみこ（すどう ゆみこ、10月19日 -）は、日本の女性漫画家。栃木県出身。主に小学館の幼児・児童向け雑誌で活躍。

## 来歴・人物
1991年に「ジャバラ」で第22回藤子不二雄賞を受賞。1994年に「どすこい! ヤンキー」（別冊コロコロコミック）でデビュー。
『月刊コロコロコミック』1995年1月号頃までは、ペンネームを須藤裕美子と表記していた。『てれびくん』ではクイズパズルシリーズ以外に、目次ページの挿絵、付録の遊び方説明など各イラストを担当。その他の実録漫画や4コマ漫画などでは、主に荒巻ユミのペンネームで執筆。
2005年1月に胃癌で亡くなった同業漫画家倉田ジュリと生前親しかった事より、自身のブログにて、商業誌に掲載された倉田の作品を収録した同人誌の通販活動を行っている。

## 主な作品
- どすこい! ヤンキー
- ウホウホドンキーくん（『月刊コロコロコミック』1995年1・4・6月号 - 1997年10月号、『別冊コロコロコミック』1997年12月号 - 1998年12月号）
- つり大将 銀（『別冊コロコロコミック』2000年6月号 - 12月号、話は藤本信行が担当）
- ピカチュウのかくれんぼ（『てれコロコミック』2001年9月号増刊）
- ピカチュウVSエビワラー（『てれコロコミック』2002年1月号増刊）
- 伝説のスタフィー（『別冊コロコロコミック』2002年6月号 - 2005年10月号）
- ポケモンクイズパズルランド ピカチュウは名たんてい（『コロコロイチバン!』2005年創刊号 - 2015年6月号、クイズ部分は嵩瀬ひろしが担当）
- 妖怪ウォッチ あつまれ! ともだち妖怪（『てれびくん』2015年3月号 - 2020年6月号）
- エンマの休日（ウェブコミック『マンガ5』2020年10月15日 - ）

### 東映特撮おあそびアドベンチャーシリーズ
『てれびくん』に掲載。その年の3月号から翌年の2月号まで連載。仮面ライダーシリーズ・スーパー戦隊シリーズの主人公それぞれメインの回が1話ずつ交互に展開する。なお、クイズ部分は嵩瀬ひろしが担当。
- 龍騎・ハリケンジャークイズ&パズルバトル
- アバレンジャー&ファイズクイズ・パズル大作戦
- デカレンジャー・ブレイドクイズ・パズルバトル
- マジレンジャー&ヒビキクイズ・パズルバトル
- ボウケンジャー&カブトクイズパズルバトル
- ゲキレンジャー&電王クイズパズル大作戦
- ゴーオンジャー&キバ クイズパズルカーニバル
- シンケンジャー&ダブルクイズパズルバトル